# Matthew Prior
Matthew Prior (21 de julio de 1664-18 de septiembre de 1721) fue un poeta y diplomático inglés de la época de la restauración.

## Biografía
Junto a su compañero de clase Charles Montagu escribió en 1687 una sátira titulada City Mouse and Country Mouse con la intención de ridiculizar la obra The Hind and the Panther de John Dryden. La época era favorable para las sátiras audaces: Montagu fue distinguido por la corte y más tarde Prior se convirtió en secretario de la embajada en La Haya. Tras pasar cuatro años en este puesto, Matthew Prior se convirtió en cortesano y ejerció tareas honorarias en las habitaciones del rey.
El autor tenía un excelente dominio del francés y pasó algún tiempo en París al lado del embajador inglés. Según sus propias palabras se convirtió en «poeta por accidente», recurriendo de vez en cuando a los versos para mantener su reputación. Destaca una elegía dedicada a la reina María II de Inglaterra en 1695, una versión satírica de la Ode sur le prise de Namur  de Nicolás Boileau, algunas líneas sobre un intento de asesinato de Guillermo III de Inglaterra en 1696 y una breve pieza de teatro titulada The Secretary.
Prior inició una brillante carrera política dentro del partido Tory. Tras la muerte de Ana de Gran Bretaña y el regresó al poder de los Whig, fue descartado del poder por Robert Walpole y puesto bajo vigilancia hasta 1717. Durante su encarcelamiento, fiel a su filosofía optimista de la vida, escribió su poema humorístico más largo, Alma or The Progress of the Mind. Este texto, así como la recopilación Solomon, and other Poems on several Occasions fueron publicados en 1718. El beneficio de sus ventas permitió que Prior viviera los últimos años de su vida con comodidad.

## Obra
Los poemas de Prior son una de variedad considerable, demostrando a menudo un brillante talento. Los más ambiciosos, Solomon y Nut-Brown Maid fueron finalmente los menos populares. Alma, parodia clara del estilo de Samuel Butler constituye un notable ejemplo de humor ligero y de alusiones bien colocadas. Su control del dístico endecasílabo sobrepasa al de Jonathan Swift o Alexander Pope.